# Linia kolejowa Żmerynka – Mohylów Podolski
Linia kolejowa Żmerynka – Mohylów Podolski – linia kolejowa na Ukrainie łącząca stację Żmerynka Podolska ze stacją Mohylów Podolski. Zarządzana jest przez dyrekcję żmeryńską Kolei Południowo-Zachodniej (oddział ukraińskich kolei państwowych). Fragment trasy Żmerynka – Ocnița.
Znajduje się w obwodach winnickim i chmielnickim. Linia na całej długości jest jednotorowa i niezelektryfikowana.

## Historia
Linia powstała w 1892 jako fragment drogi żelaznej ze Żmerynki do Oknicy i do przejścia granicznego z Austro-Węgrami w Nowosielicy.
Początkowo linia leżała w Imperium Rosyjskim, następnie w Związku Sowieckim. Od 1991 znajduje się na Ukrainie.